# Пон (Атлантические Пиренеи)
Пон (фр. Pomps) — коммуна во Франции, находится в регионе Аквитания. Департамент — Атлантические Пиренеи. Входит в состав кантона Арти-э-Пеи-де-Субестр. Округ коммуны — По.
Код INSEE коммуны — 64450.

## География

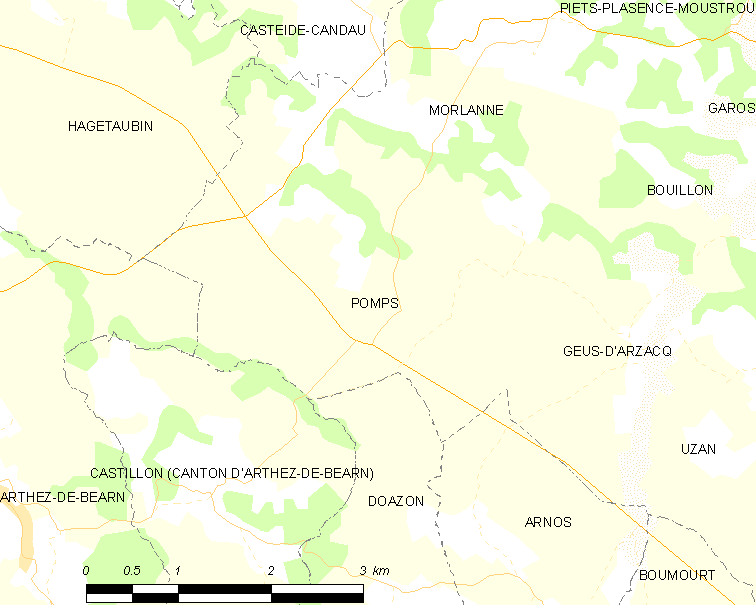
Карта коммуны

Коммуна расположена приблизительно в 640 км к югу от Парижа, в 150 км южнее Бордо, в 26 км к северо-западу от По.
На северо-востоке коммуны протекает река Люи-де-Беарн.

### Климат
Климат тёплый океанический. Зима мягкая, средняя температура января — от +5°С до +13°С, температуры ниже −10 °C бывают редко. Снег выпадает около 15 дней в году с ноября по апрель. Максимальная температура летом порядка 20-30 °C, выше 35 °C бывает очень редко. Количество осадков высокое, порядка 1100 мм в год. Характерна безветренная погода, сильные ветры очень редки.

## Население
Население коммуны на 2010 год составляло 254 человека.
| 1962 | 1968 | 1975 | 1982 | 1990 | 1999 | 2010 |
| ---- | ---- | ---- | ---- | ---- | ---- | ---- |
| 226  | 197  | 173  | 173  | 176  | 179  | 254  |

## Администрация
| Период | Период | Фамилия        | Партия | Примечания |
| ------ | ------ | -------------- | ------ | ---------- |
| 1971   | 1995   | Лоран Кангийем |        |            |
| 1995   | 2020   | Клод Фурке     |        |            |

## Экономика
В 2010 году среди 148 человек трудоспособного возраста (15-64 лет) 124 были экономически активными, 24 — неактивными (показатель активности — 83,8 %, в 1999 году было 69,7 %). Из 124 активных жителей работали 116 человек (62 мужчины и 54 женщины), безработных было 8 (3 мужчин и 5 женщин). Среди 24 неактивных 4 человека были учениками или студентами, 10 — пенсионерами, 10 были неактивными по другим причинам.

## Достопримечательности
- Церковь Св. Иакова (XIX век)[4]